# Astragalus pseudohirsutus
Astragalus pseudohirsutus là một loài thực vật có hoa trong họ Đậu. Loài này được Nyar. miêu tả khoa học đầu tiên.